# Bactérie thermodurique
Les bactéries thermoduriques sont des bactéries qui peuvent survivre, à des degrés divers, au processus de pasteurisation. Les espèces de bactéries thermoduriques comprennent les Bacillus, Clostridium et Enterococci.